# Distrito Escolar Posen-Robbins 143½
El Distrito Escolar Posen-Robbins 143½ (Posen-Robbins School District 143½) es un distrito escolar de Illinois. Tiene su sede en Posen en Gran Chicago. El distrito sirve Posen, Robbins, Blue Island, Harvey y Markham. Tiene más de 1.500 estudiantes y 87 maestros/profesores.
En un período de 10 años que finalizó en 2013, la demografía de los estudiantes del distrito cambiaron de 58% negros a 58% hispanos. El Distrito Escolar Posen-Robbins 143½ está reclutando maestros/profesores de España.

## Escuelas
- Thomas J. Kellar Middle School (6-8) - Robbins
- Posen Intermediate School (4-5) - Posen
- Bernice Childs Elementary School  (Kindergarten - 3) - Robbins
- John Gordon Elementary School - (Kindergarten - 3) - Posen
- Delia M. Turner Elementary School (Pre-K - Kindergarten) - Crestwood[5][6]